# Annette Crosbie
Annette Crosbie, née le 12 février 1934, est une actrice écossaise.

## Biographie
Annette Crosbie est née à Gorebridge, Midlothian, en Écosse, de parents presbytériens qui désapprouvèrent son choix de devenir actrice,. Elle rejoint néanmoins la Bristol Old Vic Theatre School encore adolescente. Elle ne perce réellement qu'à partir de 1970 quand elle est choisie pour jouer Catherine d'Aragon dans la principale série télévisée de la BBC, The Six Wives of Henry VIII.
Quelques années plus tard, Crosbie eut un impact semblable en jouant une autre reine, Victoria, dans le drame historique Edward the King, en 1975. Elle joua la fée marraine de Cendrillon dans The Slipper and the Rose. Dans ce film, Crosbie a chanté la chanson des Frères Sherman, "Suddenly It Happens". Dans le dessin animé de Ralph Bakshi Le Seigneur des anneaux, tourné en 1978, Crosbie prête sa voix au personnage de Galadriel, Dame des Elfes, et en 1980 elle joua l'abbesse dans Hawk the Slayer. En 1986, elle apparaît comme la femme du vicaire dans Paradise Postponed, et comme Julia Wilson dans Farrington en 1987.
L'autre rôle majeur d'Annette Crosbie a été celui de Margaret Meldrew, la très patiente épouse de Victor Meldrew (joué par Richard Wilson), dans la sitcom britannique, One Foot in the Grave (1990 - 2000), pour lequel elle est devenue célèbre. Elle a aussi joué Janet, la gouvernante du Dr. Finlay, dans la série de 1993 Doctor Finlay, basée sur les histoires d'A. J. Cronin. Elle eut aussi un rôle poignant dans le thriller de 1999 The Debt Collector.
Les autres rôles d'Annette Crosbie sont ceux de l'amie des singes Ingrid Strange dans un épisode de Jonathan Creek, le personnage d'Edith Sparshott dans An Unsuitable Job for a Woman, et celui de Jessie dans le film Calendar Girls en 2003. En 2004, Crosbie fit un caméo aux côtés de Sam Kelly dans un épisode de la troisième saison de Black Books, en tant que mère du personnage Manny Bianco. Elle apparaît aussi dans Inspecteur Frost, ainsi que dans les sixième et septième saisons de la série de la BBC Radio 4 Old Harry's Game, dans laquelle elle joue une historienne récemment décédée appelée Edith.
En 2008 elle apparaît dans l'adaptation de Little Dorrit de Charles Dickens par la BBC et aussi dans une publicité pour AXA. À partir de 2009, elle joue Sadie Cairncross dans la série télévisée de la BBC Hope SpringsHope Springs. En 2010, Annette Crosbie apparaît dans « Le Prisonnier zéro », un épisode de la série Doctor Who.
Annette Crosbie a divorcé de Michael Griffiths, le père de ses deux enfants : Owen Griffiths et Selina Griffiths. Elle est la présidente de la League Against Cruel Sports. Annette Crosbie fait partie de l'Ordre de l'Empire britannique depuis 1998 pour sa carrière d'actrice.

## Filmographie
- 1959 : The Bridal Path de Frank Launder : La première serveuse
- 1970-1980 : Play for Today (série télévisée) : Catherine / Elsie Lorrimer / Nanny (3 épisodes)
- 1970 : Les Six femmes d'Henry VIII (The Six Wives of Henry VIII), série télévisée de Naomi Capon et John Glenister : Catherine d'Aragon
- 1972 : Sentimentalement vôtre (Follow Me!) de Carol Reed : Mlle Framer
- 1973 : Special Branch (série télévisée) : Sarah Lovett
- 1975 : Edward the King (feuilleton TV) : La Reine Victoria (10 épisodes)
- 1976 : The Slipper and the Rose de Bryan Forbes : La fée marraine
- 1978 : Le Seigneur des anneaux de Ralph Bakshi : Galadriel (voix)
- 1979 : A Question of Faith
- 1985 : Témoin indésirable (Ordeal by Innocence) de Desmond Davis : Kirsten Lindstrom
- 1992 : Leon the Pig Farmer : Dr Johnson
- 1997 : Shooting Fish de Stefan Schwartz : Mme Cummins
- 1997 : Trois sœurcières (mini-série) : Mémé Ciredutemps (voix)
- 2003 : Calendar Girls de Nigel Cole : Jessie
- 2005 : Inspecteur Barnaby (TV) : Amelia Plummer
- 2008 : La Petite Dorrit : La tante de Flora
- 2010 : Doctor Who (série télévisée) : Mme Angelo
- 2010 : Flics toujours (série télévisée) : Mlle Jones
- 2014 : Into the Woods : la grand-mère du Petit Chaperon rouge
- 2016 : La British Compagnie (Dad's Army) d'Oliver Parker : Cissy Godfrey
- 2017 : Le Dîner des vampires (Eat Locals) de Jason Flemyng : Alice